# Vila Šitić u Splitu
Vila Šitić je zgrada u Splitu, Hrvatska, na adresi Ljudevita Posavskog 16.

## Opis
Građena je 1901. godine. Slobodnostojeća neostilska ladanjska vila s vrtom, bogato ukrašenih pročelja, projektirana je 1901. godine. Danas je, okružena visokim stambenim zgradama, izgubila izvorne ambijentalne vrijednosti. Građena je u mješavini kamena, betona i opeke, a pročelja su obrađena u kombinaciji glatke i štrcane žbuke. Većina ukrasa, uključujući balustre, ukrasne glave na nadprozornicima te kip pastira u niši balkona u prizemlju, pripadaju neorenesansom repertoaru splitske tvornice cementa Betizza. Godine 2008. izvršena je sanacija krovišta i pročelja. Jedna je jedna u nizu građevina stambeno-ladanjskog karaktera koje se na prijelazu 19. u 20. stoljeće i početkom 20. stoljeća grade na tadašnjoj splitskoj periferiji u neostilskom, najčešće neorenesansnom slogu ili u mješavini neostilova.

## Zaštita
Pod oznakom Z-6512 zavedena je kao nepokretno kulturno dobro - pojedinačno, pravna statusa zaštićena kulturnog dobra, klasificirano kao stambena građevina.